# Международный Женский конгресс
Международный Женский конгресс (англ. International Congress of Women) был создан для того, чтобы существующие группы женских движений за избирательное право могли объединяться с другими женскими организациями по всему миру. Для женских организаций по всей стране это послужило способом для установления официальных средств связи, а также возможностью задавать серьёзные вопросы, касающиеся феминизма в то время. Конгресс был использован рядом феминистских и пацифистских событий с 1878 года. В работе первых конференций приняли участие несколько групп: Международный совет женщин (ICW), Международный альянс женщин (IAW) и Международная Лига женщин за мир и свободу (WILPF). 
Международный Женский конгресс, состоявшийся в Гааге, Нидерланды в 1915 году послужил основанию Международного женского комитета за постоянный мир (ICWPP), председателем которого была Джейн Аддамс, которая в последующем стала учредителем Международной женской лиги за мир и свободу (WILPF).

## Париж, 1878
Первый Международный конгресс по правам женщин был созван в Париже в 1878 году по случаю третьей Всемирной выставки. Историческое событие, в котором приняли участие многие представители, где было принято семь резолюций, начиная с идеи о том, что «взрослая женщина равна взрослому мужчине». Тему избирательного права для женщин члены Конгресса сознательно избегали, поскольку такие обсуждения были слишком спорными и не нашли бы поддержку всех участников. Юбертина Оклер написала речь, призывающую к праву голоса для французских женщин, но ей не разрешили представить её Конгрессу. Вместо этого, она опубликовала его позже. Эмили Вентури произнесла памятную заключительную речь, в которой заявила: 
Вчера вечером один джентльмен, который, казалось, несколько скептически относился к преимуществам нашего конгресса, спросил меня: «Итак, мадам, какую великую истину вы провозгласили миру?» Я ответил ему: «Месье, мы провозгласили женщину человеком». Он рассмеялся. «Но, мадам, это банально». Так оно и есть; но когда эта пошлость...будет признана по человеческим законам, лицо мира изменится. Конечно, в этом случае нам не нужно было бы собираться в Конгресс, чтобы требовать соблюдения прав женщин— Карен Оффен, European Feminisms: A Political History, 1700-1950, 2000

## Лондон, 26 июня — 7 июля 1899
В 1899 году Международный Женский конгресс собрался вместе с Международным советом женщин в связи с его вторым пятилетним совещанием. Конгресс был разделен на 5 секций — каждая со своим фокусом на определённой области программы: образование, профессия, политика, социальность, промышленность и законодательство. Решения Конгресса были отредактированы Мэрайей Мейджорибэнкс, графиней Абердин, которая была президентом Международного совета женщин во время проведения Конгресса, и опубликованы вместе с докладом о решениях второго пятилетнего совещания Международного конгресса женщин.

## Берлин, июнь 1904
Эта конференция сосредоточила свое внимание на четырёх основных разделах: образование, социальная работа/учреждения, правовое положение женщин (особенно избирательное право) и профессии/возможности трудоустройства, доступные для женщин. Ответственными за эту конференцию были назначены представители немецкого Совета женщин. На этой конференции был основан Международный женский избирательный альянс (IWSA). Мэри Чёрч Террелл — соучредитель и первый президент Национальной ассоциации цветных женщин в Вашингтоне, округ Колумбия — была единственной чернокожей женщиной, присутствовавшей на этой конференции и выступавшей на ней, она также отправилась на конференцию в Цюрих в 1919 году. На Берлинской конференции Мэри Черч Террелл выступила с речью под названием «Прогресс и проблемы цветных женщин».

## Амстердам, июнь 1908
Среди многочисленных участников Амстердамского съезда Международного Женского конгресса была и Изабелла Форд. Другой важной фигурой женского движения в начале 1900-х годов, которая выступала на этой конференции, была Керри Чапмен Кэтт. В ходе своей дискуссии на конференции она говорила о важности того, чтобы история женщин стала частью мировой истории.
Женщины приехали из Южной Африки и Австралии, чтобы принять участие в этой конференции и услышать всё об успехе Международного Женского конгресса. Также присутствовал делегат мужского пола от «Мужской Лиги Великобритании за женское избирательное право».

## Торонто, 24—30 июня 1909
Этот конгресс был проведен под эгидой Национального совета женщин Канады сразу после четвёртого пятилетнего совещания Международного совета женщин. Были проведены сессии по вопросам образования, искусства, здравоохранения, промышленности, законов, касающихся женщин и детей, литературы, профессий для женщин, социальной работы и нравственной реформы. Среди известных ораторов были Джейн Аддамс, Элизабет Кэдбери, Анна Хвослеф, Миллисент Левесон-Гауэр, герцогиня Сазерленд, Розали Слотер Мортон, Элиза Ричи, Алиса Саломон и Мэй Райт Сьюэлл.

## Стокгольм, июнь 1911
Эту конференцию возглавила Керри Чапмен Кэтт. Именно на этой конференции в Стокгольме восемь мужчин объединились и образовали Международный союз мужчин за избирательное право женщин. Восемь человек, образовавших этот союз, были выходцами из Великобритании, США, Франции, Германии и Голландии.

## Гаага, Нидерланды, 28 апреля — 1 мая 1915
В то время, когда планировалось проведение этой конференции, Первая Мировая война шла полным ходом, и конференция должна была состояться в Берлине в 1915 году, но война изменила эти планы. В то же время война вдохновила это заседание Конгресса, который известен как Женский Конгресс за мир или просто Гаагский Конгресс, ставший частью зарождающегося женского движения за мир.
Международный Женский конгресс 1915 года был организован немецкой феминисткой Анитой Аугспург, первой женщиной-юристом в Германии, и Хейманн, Лида ГуставаЛидой Густавой Хейманн по приглашению голландской пацифистки, феминистки и суфражистки Алетты Якобс, чтобы выразить протест против войны, бушевавшей тогда в Европе, и предложить пути предотвращения войны в будущем.
Конгресс открылся 28 апреля и в нём приняли участие 1136 участников из нейтральных и воюющих стран. На Конгрессе была принята большая часть платформы WPP и учреждён Международный Комитет женщин за постоянный мир (ICWPP) с Джейн Аддамс в качестве президента. WPP вскоре стала американским отделением ICWPP.
Членами Конгресса могли стать только женщины, и от них требовалось выразить общее согласие с резолюциями по предварительной программе. Это общее соглашение было истолковано как подразумевающее убежденность а) в том, что международные споры должны разрешаться мирными средствами; b) в том, что парламентские права должны распространяться на женщин. На Конгрессе присутствовали представители следующих стран: Соединенные Штаты, которые направили 47 членов; Швеция, 12; Норвегия, 12; Нидерланды, 1000; Италия, 1; Венгрия, 9; Германия, 28; Дания, 6; Канада, 2; Бельгия, 5; Австрия, 6 и Великобритания, 3. Участию представителей остальных 180 стран помешали ограничения в мореходстве в Северном море из-за ведения военных действий. Съезд, на котором присутствовало, помимо членов Конгресса, большое количество слушателей, прошел чрезвычайно успешно. Слушания велись с величайшей доброжелательностью, и соответствующие резолюции принимались на деловых встречах.
Делегация из Великобритании была сокращена Министерством иностранных дел до 24 человек, и фактически только двое (или трое) добрались до Гааги. Италия делегировала только одну женщину, при этом она сама отметила, что не представляет свою страну. Это была Роза Дженони, избранная после Конгресса посланником для посещения воюющих и невоюющих правительств, выступавшим за прекращение войны. Ещё один делегат прибыла из Канады, чтобы представлять то, что в то время называлось «колониями». Французские женщины во время проведения конференции отказались от участия; они заявили о своем намерении не присутствовать и не поддерживать Конгресс.
Конгресс проводился по двум важным положениям:
- Это обсуждение ответственности стран за ведение нынешней войны,
- Резолюции, касающиеся правил, по которым в будущем будет вестись война, которые вышли за рамки Конгресса[20].

В сентябре 1915 года делегация отправилась в Соединенные Штаты для встречи с президентом Вудро Вильсоном, чтобы представить предложение о создании «Лиги нейтральных стран», которая могла бы помочь посредничеству в прекращении войны.

## Цюрих, май 1919
Конференция проходила во время согласования подписания Версальского мирного договора, и в ней приняли участие более 200 женщин из 17 стран. Один из членов отметил, что немецкая делегация была «покрыта шрамами и сморщена голодом и лишениями, они были едва узнаваемы». На этой конференции члены Международного конгресса женщин сформировали новую организацию — Международную женскую лигу за мир и свободу (WILPF). Основные цели, поставленные международной лигой женщин за мир и свободу на Цюрихской конференции, основывались на создании вечного мира, равенства и всеобщего объединения. Джейн Аддамс была координатором встречи Цюрихского Конгресса. Именно на этой встрече WILPF обозначила озабоченность тем фактом, что Версальский договор мог положить конец Первой мировой войне, если бы не был основан на мотивах, которые могли привести к другой войне.

## Вена, июль 1921
Этот конгресс завершился короткой резолюцией, озаглавленной «пересмотр мирных договоров»: 
Полагая, что мирные договоры содержат в себе семена новых войн, этот Конгресс заявляет о необходимости пересмотра условий мира и устанавливает этот объект своей главной задачей